# Історія Тарона
Історія Тарона — вірменський героїчний епос, збірка оповідань, написана в VII або VIII столітті в регіоні Тарон, який є родовим центром вірменської родини Маміконян. Ймовірний автор — неназваний єпископ Іоан (Ован) Маміконян, який виконав цю роботу на прохання католікоса Нерсеса III Будівельника (чий понтифікат перебував між 641 і 661 роками).
Текст розділено на дві дуже різні частини. Перша приписується сирійському ченцю Зенобу з Глака, учню та секретарю Григорія Просвітителя — першого єпископа та проповідника Вірменії, після гонінь царя Тиридата III. Зеноб Глак був настоятелем Глакського монастиря. Він описав боротьбу, яку вірмени вели проти насильницької християнізації у області Тарон, біля озера Ван. Більша частина тексту представлена як листи Зеноба до його співвітчизників Віктора та Анастасія. Цим листам передує частина, що складається з інших коротких листів, написаних або отриманих святим Григорієм. Всі ці документи, вочевидь, були змінені пізніше, бо з'являються у роботі Маміконяна, як переклади.
Друга частина, яка є роботою власне Іоана Маміконяна, є серією історій про Тарон, але в набагато пізніший період (кінець VI-го — початок VII-го століття). Це досягнення п'яти поколінь Маміконянів під час воєн між Візантійською імперією та царством Сасанідів, в основному під час правління перського царя Хосро II (591—628). Цей текст розділений на п'ять частин, що відповідають послідовним подвигам п'яти правителів. Вони представлені як захисники Сурб Карапет.
Історія має яскраво виражений епічний характер, з батальними сценами, дуелями, драматичними діалогами, похоронними піснями тощо. Запис подій, описаних у загальному історичному контексті, дуже обмежений, а ідентифікація персонажів утруднена або неможлива, тому історична цінність твору дуже сумнівна. Можливо, це приклад епічної казки із середньовічної Вірменії, що нагадує Дігеніса Акрітаса з Візантії.
Історики XIX століття помилково датували хроніку Іоана Маміконяна VII століттям, проте наприкінці XX століття дослідники дійшли думки, що вона була написана століттям пізніше. Текст її виданий у Константинополі (1708, 1719) та у Венеції (1832, разом з історією Зеноба). Французький переклад у Collection des Historiens arméniens, вид. V. Lauglois (т. I, II, 1867).

## «Історія Тарона» і заснування Києва
Перша частина «Історії Тарона» містить сказання про трьох братів — Куапа, Мелтея і Хореана, які заснували місто в далекій країні Палуні. Історики знайшли тут спільний мотив із легендою про заснування Києва з «Повісті минулих літ». Найвражаючою виявилася схожість імен братів, зокрема й те, що імена середніх братів однакові за смислом: давньоруське «щек» і вірменське «мелтей» означають «змій».
Як і в оповіді про заснування Києва, Куар, Мелтей і Хореан спочатку жили окремо, а згодом побудували місто на горі. У сказанні є й інші близькі місця, і це навряд чи можна пояснити випадковим збігом.